# Assur-resh-ishi II
Assur-resh-ishi II (fl. X secolo a.C.) è stato re degli Assiri per cinque anni.
Succedette al padre, Assur-rabi II, nel 972 e regnò fino al 967 a.C., quando gli succedette il figlio, Tiglatpileser II.